# Nonpseudofusulina
Nonpseudofusulina es un género de foraminífero bentónico de subfamilia Pseudofusulininae, de la familia Schwagerinidae, de la superfamilia Fusulinoidea, del suborden Fusulinina y del orden Fusulinida. Su especie tipo es Pseudofusulina blochini. Su rango cronoestratigráfico abarcaba desde el Gzheliense (Carbonífero superior) hasta el Sakmariense (Pérmico inferior).

## Discusión
Clasificaciones más recientes incluyen Nonpseudofusulina en la superfamilia Schwagerinoidea, y en la subclase Fusulinana de la clase Fusulinata. Algunas clasificaciones incluyen Nonpseudofusulina en la familia Pseudofusulinidae.

## Clasificación
Nonpseudofusulina incluye a las siguientes especies:
- Nonpseudofusulina blochini †
- Nonpseudofusulina darinensis †
- Nonpseudofusulina kalmardensis †